# Psautier réformé italien
Le Psautier réformé italien est un corpus de psaumes et de mélodies en usage durant les services religieux par la communauté protestante italophone. Aux XVIe et XVIIe siècles, il est l'équivalent italophone du Psautier de Genève, destiné quant à lui aux communautés francophones, et à qui il emprunte sa structure et quelques mélodies.
Cet article décrit les recueils parus des origines (1554) à la fin du XVIIIe siècle, en mettant en évidence les différentes traditions concurrentes. À partir du milieu du XIXe siècle paraissent quelques derniers recueils imprimés en Suisse, et surtout les premiers recueils édités en Italie, qui ne sont pas traités ici.

## LesXX Salmi di Davidde 1554
Une petite communauté italienne s'était réfugiée à Genève au milieu du XVIe siècle. Forte d'environ un millier de membres, elle disposait de ses propres pasteurs et était représentée au Conseil de la ville. C'est dans ce contexte que paraît en 1554 le recueil considéré comme le premier avatar du Psautier réformé italien, consistant en 20 psaumes avec leurs mélodies :
XX Salmi di David Tradotti in rime volgari italiane, secondo la verita del testo Hebreo, col Cantico di Simeone, e i dieci Comandamenti de la Legge : ogni cosa insieme col canto. Appresso Gio. Crispino. Nel LIIII. – 16°, musique notée.
Le recueil sort des presses de Jean Crespin, imprimeur genevois très actif, et notamment éditeur de Jean Calvin ou de Théodore de Bèze. Ce psautier fragmentaire contient les psaumes 1-4, 6, 8-9, 15, 23, 32, 34, 37, 51, 73, 91, 96, 103, 107, 113 et 130, puis le Cantique de Siméon et les Dix commandements, avec leurs mélodies. Suivent des prières et un catéchisme. Le traducteur n'a jamais été formellement identifié ; il pourrait s'agir du comte Massimiliano Celso Martinengo, premier pasteur officiel de la communauté de Genève de 1552 à 1557. Les mélodies sont pour la plupart originales, même si des fragments des mélodies du Psautier de Genève se décèlent insérées ici ou là.

## LesSessanta Salmi di David(1560-1683)

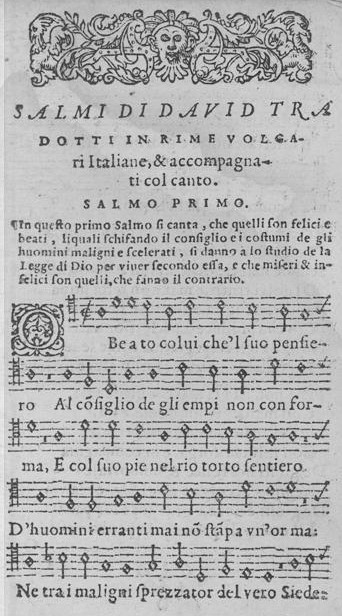
Le Psaume 1 dans l'édition de 1564 des Sessanta salmi.

En 1560, les XX Psaumes furent augmentés jusqu’aux Sessanta Salmi di David. Le titre est semblable à celui de la première édition :
Sessanta Salmi di David, tradotti in rime volgari italiane, secondo la verità del testo Hebreo, col Cantico di Simeone, e i dieci comandamenti de la Legge : ogni cosa ensieme col canto. Con Privilegio. De la stampa di Giovan Battista Pinerolio 1560. – 8°, musique notée.
L'édition est due à Jean-Baptiste Pinereul, un des imprimeurs genevois appartenant à la communauté italienne en exil. Le 21 mars 1560, il avait reçu du Conseil le privilège de l’impression d’une nouvelle édition des psaumes italiens dont une partie était nouvellement traduite (privilège qui fut retiré puis accordé à nouveau le 4 août 1561).
Outre les vingt psaumes et les deux cantiques déjà publiés dès 1554, les Sessanta Salmi comprennent quarante-deux nouveaux psaumes (soit au total les psaumes 1-17, 19-24, 27, 32, 34, 36-38, 42-43, 45-46, 51, 54, 73, 79, 91, 96, 103, 107, 110-115, 117, 120-130, 137 et 143) et trois cantiques : la Profession de foi, le Notre Père et l' Ego sum panis vivus (Jean : 6). Suivent d’autres prières et un catéchisme. Les mélodies ont été améliorées par rapport à celles de 1554 et contiennent de plus en plus d'emprunts aux mélodies du Psautier de Genève. Leur auteur n'est toujours pas identifié. Peut-être ont elles été composées avec l'aide des chantres de l'Église de Genève ?
Les Sessanta Salmi furent réédités neuf fois jusqu'en 1683, toujours à Genève mais sans jamais mentionner cette ville.
- Sessanta Salmi... – [Genève] : Jean-Baptiste Pinereul, 1564. – 16°, musique notée[5].
- Sessanta Salmi... – [Genève] : Jean-Baptiste Pinereul, 1566. – 16°, musique notée[6].
- Sessanta Salmi... – [Genève] : Jean-Baptiste Pinereul, 1573. – 16°, musique notée[7].
- Sessanta Salmi... – [Genève] : Jean-Baptiste Pinereul, 1578. – 16°, musique notée[8].
- Sessanta Salmi... – [Genève] : Jérémie des Planches, 1585. – 16°, musique notée[9].
- Sessanta Salmi... – [Genève] : Jean II de Tournes, 1607. – 16°, musique notée[10].
- Sessanta Salmi... – [Genève] : Mathieu Berjon, 1621. – 16°, musique notée[11].
- Sessanta Salmi... – [Genève] : Etienne Miège, 1650. – 12°, musique notée[12].
- Cento Salmi... – [Genève] : Samuel de Tournes, 1683. – 12°, musique notée[13].

Dans la dernière édition de 1683, le nombre de pièces traduites passe à cent par l'adjonction de trente-trois psaumes qui portent les initiales D. G. : ils sont traduits par Giovanni Diodati.

## LesSalmi cinquantamis en musique par Philibert Jambe de Fer (1560)
La même année que la première édition des Sessanta salmi paraît une harmonisation de 50 psaumes, due au musicien lyonnais Philibert Jambe de fer. Retrouvée récemment, et malheureusement incomplète – seule subsiste la partie d'alto - elle a fait l'objet d'une étude qui souligne l'ouverture de ce compositeur à toutes les traditions liturgiques qui tentaient alors de prendre corps (outre le Psautier réformé italien, celui-ci avait travaillé dans la mouvance du Psautier de Genève et dans celle du Psautier de Lyon.
Psalmi cinquanta di David tradotti in rime volgari Italiane secondo la verita del testo hebreo col cantico di Symeone e i dieci comandamenti della Lege con una dichiaratione sopra le parole del Signore : Ego sum panis vivus, che sono in S. Giovanni al VI. Et apresso alcune preghiere per quando si dee mangiare, & rendimenti di gratie dapoi mangiare novamente posti in Musica per Filiberto Gamba di ferro di Ciamplitte ne la Francia Contea di Borgona. – [Genève], Antoine Rebul, 1560. – 4 vol. 4° obl., 40 p., musique notée.
Dans cette édition, presque tous les psaumes sont compatibles avec les mélodies des Sessanti salmi, ce "presque" signifiant probablement que quelques mélodies n'étaient pas encore stabilisées. L'harmonisation est en "contrepoint fleuri" et le nombre de voix varie de 3 à 5, la majorité à 4. Le dédicataire est Giuliano Calandrini, un riche marchand d'origine lucquoise qui était réfugié à Genève et trafiquait également avec Lyon et Anvers.

## La traduction complète de François Perrot (1603)
François Perrot, un huguenot français au nom italianisé en Francesco Perroto, avait longtemps séjourné en Italie et publié en italien tout un ensemble d’œuvres littéraires et religieuses. Il publia en 1581 une traduction partielle du Psautier de Genève limitée à 75 psaumes :
Settantacinque salmi di David, tradotti in lingua volgare italiana, & accommodati al canto de i Francesi per messer Francesco Perrotto. – [Genève] : Jacques Berjon, 1581. – 8°, sans musique.
Perrot acheva cette traduction en 1603. Dédiée à la reine d’Angleterre, elle a été comparée à celle de Philip Sidney, qui lui est contemporaine. Elle reprenait le rythme des mélodies officielles genevoises – ce qui permet d'annoncer au titre accomodati al canto de i Francesi.
Salmi di David, tradotti in lingua volgare italiana, & accommodati al canto de i Francesi. Per messer Francesco Perrotto. – Genève : Jean II de Tournes, 1603. – 16°, musique notée.
Cette traduction eut une audience assez large, mais elle n'arriva pas à détrôner les Sessanta salmi, qui continuèrent à paraître.

## Le psautier de Genève de Giulio Cesare Paschali de 1592
Natif de Messine, Giulio Cesare Paschali adhéra à la Réforme protestante et se réfugia à Genève en 1554. Il y vécut jusqu’à sa mort en 1601 ou 1602. Après avoir publié en 1557 une traduction italienne de l' Institution de la religion chrestienne de Jean Calvin il publia en 1592 une traduction métrique des 150 psaumes :
De sacri salmi di Davidde, dall'hebreo tradotti, poetica & religiosissima parafrase pel Signor Giulio Cesare Paschali. – Genève : Jacob Stoer, 1592. – 8°, sans musique.
Cette traduction est comparable à celle de François Perrot, mais aucun compositeur ne s'attacha à la mettre en musique ; elle n'eut donc qu'une influence limitée.

## La traduction métrique des psaumes de Giovanni Diodati
En suivant ce parcours chronologique, on arrive aux travaux de Giovanni Diodati (Genève 1576 – Genève 1649). D'origine lucquoise, il étudia la théologie et fut nommé professeur de théologie à l’Académie de Genève (successeur de Théodore de Bèze) et pasteur de la communauté italienne. Après une traduction italienne de la Bible publiée en 1607 il entreprit un remaniement français et italien du Psautier de Genève. C'est en 1631 qu'il propose ces premières traductions de psaumes italiens. Sa versification, non adaptée aux mélodies genevoises, ne fut mise en musique qu'en 1664 par un mystérieux "A. G.", qui les publie à Haarlem. Les éditions repérées à ce jour sont les suivantes :
- I sacri Salmi messi in rime italiane da Giovanni Diodati. – [Genève] : [s.n.], 1631. – 12°, sans musique[20].
- I sacri Salmi messi in rime italiane da Giovanni Diodati. – Genève : Pierre Aubert, 1631. – 12°, sans musique[21].
- I sacri Salmi messi in rime italiane da Giovanni Diodati. – [S. l.] : 1636. – 32°, sans musique[22].
- La Sacra Bibbia, tradotta in lingua italiana, e commentata da Giouanni Diodati, di nation lucchese. - Seconda editione, migliorata, ed accresciuta. Con l'aggiunta de' Sacri Salmi, messi in rime per lo medesimo. – Genève : Pierre Chouet, 1641. – 2°. Cette édition contient les psaumes en vers, en 68 p. à la fin, sans musique, avec un frontispice gravé par Abraham Bosse[23]. Une autre émission a paru sans lieu d'impression.
- I Sacri Salmi di David messi in rime volgari italiano da Giovanni Diodati, di nation Lucchese. E composti in Musica da A. G. – Haarlem : Jacob Albertz (impr. Ian van Wesbuch), 1664. – 8°, musique notée[24].
- Cento salmi di David tradotti in rime volgari italiane, secondo la verità del testo hebreo ; col cantico di Simeone, & i dieci commandamenti della legge, ogni cosa insieme col canto. – Genève : Samuel de Tournes, 1683. – 12°, musique notée[25].

Cette traduction est la première qui fut annexée à une Bible ; elle est comparable aux éditions françaises de format in-folio ou in-4° qui sortaient alors des presses genevoises.

## Le psautier de Pietro Gillio de 1644
La peste de 1630 mit en péril la tradition du chant des psaumes en italien dans le Piémont, beaucoup des prédicateurs locaux étant morts. Remplacés par des pasteurs formés à Genève, les communautés revinrent temporairement au chant en français. On essaya ensuite de réintroduire le chant italien des Sessanta Salmi, mais sans y arriver. Un pasteur de Torre Pellice, Pietro Gillio (né en 1571) renouvela alors la traduction des psaumes et la publia avec les mélodies genevoises originelles.
Gli cento cinquanta sacri Salmi con gli dieci Commandamenti di Dio, l'Oratione dominicale, il Simbolo Apostolico, et il Cantico di Simeone, ridutti in rime volgari italiane... da Pietro Gillio Pastore della chiesa Riformata della Torre nella Valle di Lucerna. – Genève : Jean III de Tournes, 1644. – 8°, musique notée.
De cette édition, présentée par son auteur comme nécessaire et attendue par la communauté de Torre Pellice, il ne reste aucun témoignage de son usage dans le service religieux public.

## Le psautier d’Andrea Planta (1740)
À l'aube du XVIIIe siècle, le français a remplacé l'italien dans la plupart des communautés protestantes antérieurement italophones. En raison de leur isolement géographique, c'est dans les Grisons que subsistent les dernières communautés italophones, qui chantent d'après des éditions vieillies ou leurs copies manuscrites. C'est naturellement dans les Grisons que paraissent les trois éditions qui sont repérées au XVIIIe siècle.
Andrea Planta (Susch 1717 – Londres 1772), fut pasteur de 1736 à 1745 à Castasegna, dans le Val Bregaglia. En 1740, durant son ministère à Castasegna, il publia le premier psautier genevois en italien harmonisé à quatre voix :
Li CL. sacri Salmi di Davide ed alcuni cantici ecclesiastici piu necessari e comuni. Tradotti ed accomodati alle melodie di A. Lobvasser da Andrea G. Planta M. I. C. – Strada, Giovanni Jannetto, 1740. – 8°, musique notée.
En sus des 150 psaumes avec les harmonisations à quatre voix de Claude Goudimel, l'ouvrage contient 18 cantiques aussi harmonisés. Planta y fait aussi figurer une courte introduction à la lecture de la musique, une indication sur les psaumes à utiliser en fonction des circonstances et 43 pages de Preghiere sacre i devote, prières du matin et du soir pour les jours de la semaine et les temps de fêtes.

## LesSalmi di Davidde Casimiro (1753, 1790)
En 1753 paraît au Val Bregaglia une autre traduction versifiée du Psautier de Genève, attribuée à un certain Casimiro, alors précepteur de quelques nobles de Chiavenna. On en connaît deux éditions :
- Li Salmi di David in metro toscano dati alla luce per chi brama servire a Dio in spirito è verità... – Scuol [Soglio] : Jacomo N. Gadina, 1753. – 8°, musique notée[29].
- Li Salmi di David in metro toscano. Edizione seconda, dati alla luce ad uso di chi brama servire a Dio in spirito è verità. – Vicosoprano : Giuseppe Bisazzi, 1790. – 8°, musique notée[30].

Là aussi, ces éditions comprennent les 150 psaumes harmonisés à quatre voix par Claude Goudimel avec les retouches de Johann Ulrich Sultzberger. La première édition contient aussi 31 Canti spirituali pour les fêtes et quelques psaumes sur de nouvelles mélodies (12 à 4 voix et 18 à 3 voix). Les psaumes de Casimiro ont été chantés dans les Grisons jusque dans la seconde moitié du XIXe siècle.